# Ashleigh Brewer
Ashleigh Brewer (née à Brisbane le 9 décembre 1990) est une actrice australienne. Elle est connue pour son rôle d'Ivy Forrester dans Amour, Gloire et Beauté.

## Biographie
Elle a étudié au Forest Lake College. En 2008, elle s'installe à Melbourne pour étudier l'art. Elle est colocataire avec Margot Robbie.

## Filmographie

### Cinaéma
- 2017 : Safety First (Court-métrage)
- 2020 : At the Edge of Night (Court-métrage) : Alexis
- 2023 : Barbie : Barbie totalement chevelu

### Télévision
- 2003 : The Sleepover Club (Série TV)  : Alana
- 2005 : Blue Heelers (Série TV) : Lelah Burton
- 2006 et 2008 : H2O (Série TV)  : Gracie
- 2009-2014 : Les voisins (Neighbours) (Série TV) : Kate Ramsay
- 2014-2018 et depuis 2024 : Amour, Gloire et Beauté (The Bold and Beautiful) (Série TV) : Ivy Forrester
- 2017 : Jeopardy (Série TV) : Ivy
- 2018 : My Dinner with Hervé (Téléfilm) : Camille Hagen
- 2018-2019 : Summer Bay (Série TV) : Chelsea Campbell
- 2019 : Lovestruck (Téléfilm) : Greta